# Sedum candollei
Sedum candollei är en fetbladsväxtart som beskrevs av R.-hamet. Sedum candollei ingår i Fetknoppssläktet som ingår i familjen fetbladsväxter. Inga underarter finns listade i Catalogue of Life.

## Bildgalleri

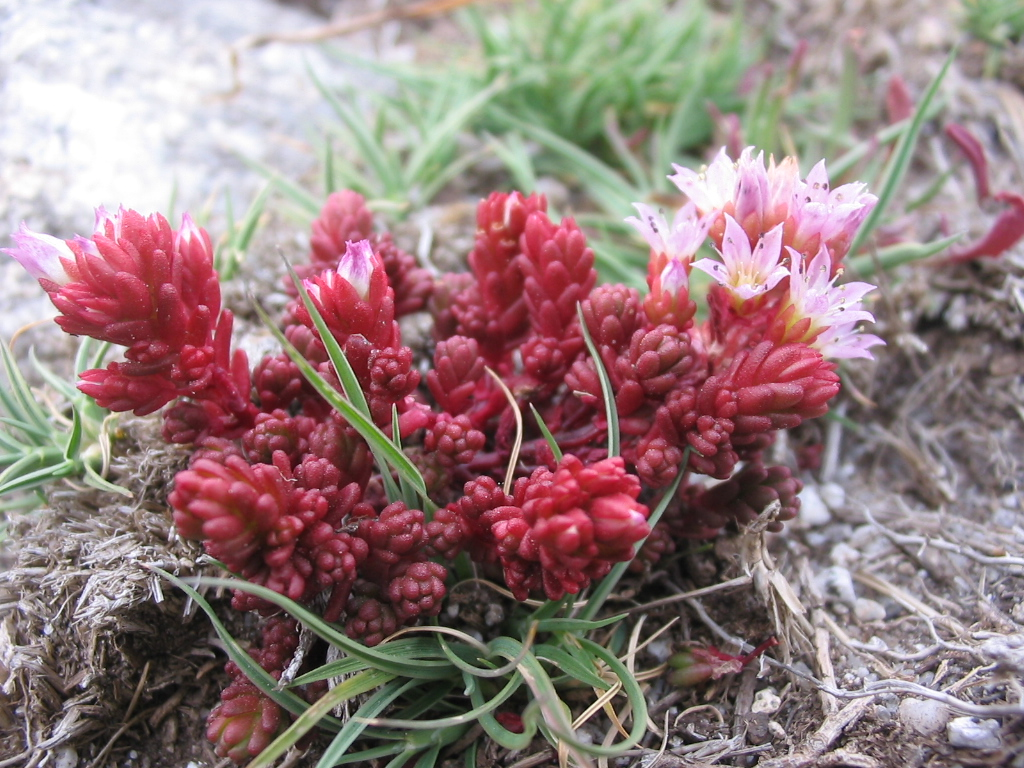
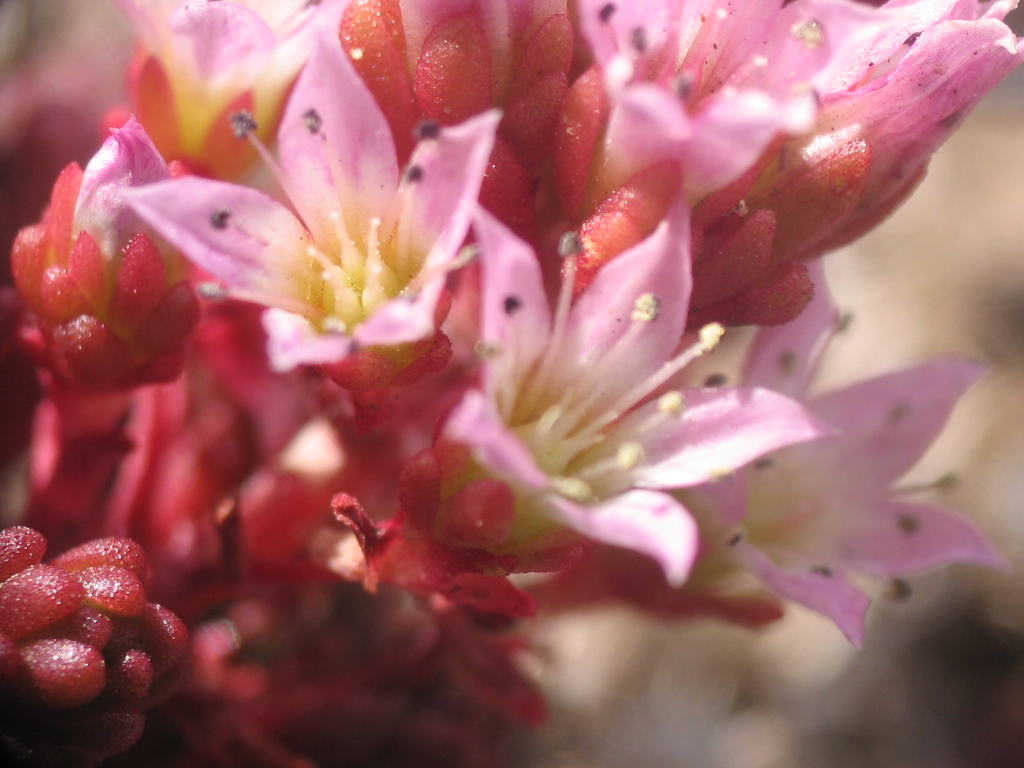
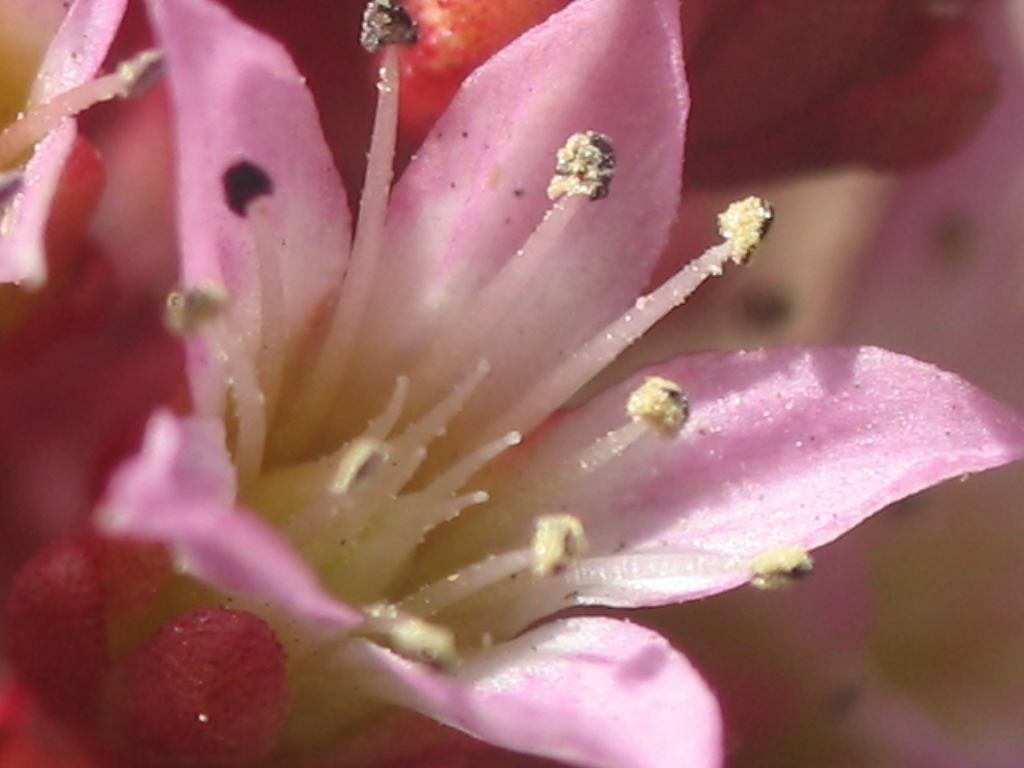